# Musaf
El Musaf (en hebreo: מוסף) es una oración judía recitada durante los días festivos establecidos por la santa Torá, como: Pésaj, Shavuot, Sukot y Rosh Hashaná. El Musaf fue instituido como un sustituto del sacrificio diario que se ofrecía en el Templo de Jerusalén en la Antigüedad. Esta oración se puede recitar en cualquier momento del día, aunque los judíos tienen la costumbre de recitarla justo después de la oración de Shajarit. Este servicio está formado esencialmente por la oración de la Amidá, en la cual se recuerda el Templo, los sacrificios y los rituales de antaño, así como la imposibilidad de realizarlos hoy en día debido a la ausencia del Templo. Musaf es un servicio adicional que se recita en: Shabat, Yom Tov, Jol HaMoed y Rosh Jodesh. El servicio se combina tradicionalmente con la oración de Shajarit en las sinagogas. Se considera un servicio adicional añadido a las oraciones regulares de Shajarit, Minjá y Maariv. Durante los días del templo sagrado de Jerusalén, se ofrecían ofrendas adicionales durante los días festivos. Musaf actualmente se recita en lugar de aquellas ofrendas. Musaf se refiere tanto al servicio completo, que incluye la Amidá y las oraciones judías que normalmente se recitan durante el servicio de Shajarit, y la propia Amidá que se recita durante el Musaf. La adición principal es la cuarta recitación de la Amidá especialmente durante estos días. Está permitido recitar la oración de Musaf en cualquier momento del día. Sin embargo, tradicionalmente se recita inmediatamente después de la oración Shajarit como un servicio adicional. La bendición sacerdotal (Birkat hacohanim) se recita durante la repetición de la Amidá. Fuera de Eretz Israel, el Musaf de las principales fiestas judías es el único momento en que se pronuncia la bendición sacerdotal.